# 数字摄影测量
数字摄影测量（英語：Digital Photogrammetry）是摄影测量发展的第三个阶段。随着计算机技术的发展以及数字图像处理等技术的应用，传统摄影测量中的寻找和量测同名像点等工作，已经完全可以由计算机来完成。这就可以用相对低廉计算机及其相应的软件代替价格昂贵的精密光学仪器，使摄影测量得到了更广泛的应用。数字摄影测量所使用的数据来自数字影像或数字化影像，经过处理可以直接得到数字产品和可视化产品。